# Gilbert de Dietrich
Pour les articles homonymes, voir Dietrich.
Le baron Gilbert de Dietrich (né le 17 novembre 1928 à Strasbourg - décédé le 30 juillet 2006 à Schönried en Suisse) est un industriel alsacien de la famille de Dietrich patron du groupe de Dietrich de 1968 à 1996.

## Biographie
Il avait intégré le groupe en 1958 après être sorti ingénieur de l'École polytechnique fédérale de Zurich et après avoir travaillé à la compagnie d'électronique appliquée à Paris. En 1968 il prend la tête du groupe et a opéré à sa modification profonde. Il a eu sous ses ordres jusqu'à 5 000 salariés dans les secteurs des équipements thermiques, ménagers, ferroviaires et chimiques. Il quitte en 1996 la tête de l'empire familial. Son fils, Marc-Antoine de Dietrich, reprend le contrôle de la société fin 2004.
Il est mort le 31 juillet 2006 dans sa résidence de Schönried en Suisse.